# Víctor Manuel Fernández Gutiérrez
Víctor, właśc. Víctor Manuel Fernández Gutiérrez (ur. 17 kwietnia 1974 w Méridzie) – hiszpański piłkarz grający na pozycji napastnika.

## Kariera klubowa
Karierę piłkarską Víctor rozpoczął Realu Madryt. W 1993 roku został zawodnikiem rezerw Realu i przez rok grał w nich w Segunda División. W 1994 roku odszedł do pierwszoligowego CD Tenerife. 3 września 1994 zadebiutował w Primera División w zremisowanym 2:2 wyjazdowym meczu z Realem Saragossa. 5 listopada 1994 w meczu z Celtą Vigo (2:3) strzelił pierwszego gola w Primera División. W zespole Tenerife grał do końca 1995 roku, a na początku 1996 został piłkarzem drugoligowego CD Toledo, w którym spędził pół sezonu.
Latem 1996 roku Víctor przeszedł do Realu Valladolid. Zadebiutował w nim 31 sierpnia 1996 w wygranym 2:1 wyjazdowym spotkaniu z Rayo Vallecano, w którym zdobył gola. W Realu Valladolid grał przez 4 sezony.
W 2000 roku Víctor odszedł z Realu do beniaminka Primera División, Villarrealu. W nim po raz pierwszy wystąpił 9 września 2000 w przegranym 1:5 domowym meczu z Rayo Vallecano. W debiucie w Villarrealu zdobył gola. W Villarrealu był podstawowym zawodnikiem, a w ataku tego klubu występował z takimi zawodnikami jak: Gheorghe Craioveanu, Martín Palermo, Juan Antonio Pizzi, José Mari i Sonny Anderson. Przez 4 lata strzelił w nim 39 goli.
W 2004 roku Víctor wrócił do Realu Valladolid, który grał wówczas w Segunda División. W sezonie 2006/2007 awansował z Realem do Primera División. W Valladolidzie grał do zakończenia sezonu 2008/2009. W letnim oknie transferowym 2009 roku został zawodnikiem drugoligowej Cartageny. W sezonie 2011/2012 grał w CD Leganés, po czym zakończył karierę.
| Sezon   | Klub                 | Kraj      | Rozgrywki          | Mecze | Bramki |
| ------- | -------------------- | --------- | ------------------ | ----- | ------ |
| 1993/94 | Real Madryt Castilla | Hiszpania | Segunda División   | 20    | 5      |
| 1994/95 | CD Tenerife          | Hiszpania | Primera División   | 7     | 1      |
| 1995/96 | CD Tenerife          | Hiszpania | Primera División   | 9     | 1      |
| 1995/96 | CD Toledo            | Hiszpania | Segunda División   | 20    | 10     |
| 1996/97 | Real Valladolid      | Hiszpania | Primera División   | 42    | 16     |
| 1997/98 | Real Valladolid      | Hiszpania | Primera División   | 29    | 5      |
| 1998/99 | Real Valladolid      | Hiszpania | Primera División   | 28    | 4      |
| 1999/00 | Real Valladolid      | Hiszpania | Primera División   | 34    | 13     |
| 2000/01 | Villarreal CF        | Hiszpania | Primera División   | 36    | 14     |
| 2001/02 | Villarreal CF        | Hiszpania | Primera División   | 34    | 14     |
| 2002/03 | Villarreal CF        | Hiszpania | Primera División   | 34    | 8      |
| 2003/04 | Villarreal CF        | Hiszpania | Primera División   | 27    | 3      |
| 2004/05 | Real Valladolid      | Hiszpania | Segunda División   | 33    | 8      |
| 2005/06 | Real Valladolid      | Hiszpania | Segunda División   | 34    | 10     |
| 2006/07 | Real Valladolid      | Hiszpania | Segunda División   | 40    | 19     |
| 2007/08 | Real Valladolid      | Hiszpania | Primera División   | 33    | 9      |
| 2008/09 | Real Valladolid      | Hiszpania | Primera División   | 29    | 5      |
| 2009/10 | FC Cartagena         | Hiszpania | Segunda División   | 36    | 10     |
| 2010/11 | FC Cartagena         | Hiszpania | Segunda División   | 36    | 12     |
| 2011/12 | CD Leganés           | Hiszpania | Segunda División B | 29    | 9      |

## Kariera reprezentacyjna
Swoje jedyne spotkanie w reprezentacji Hiszpanii Víctor rozegrał 23 lutego 2000 roku. W towarzyskim spotkaniu z Chorwacją Hiszpania zremisowała 0:0.